# Jędrzejów Nowy
Jędrzejów Nowy (prononciation : [jɛnˈdʐɛjuf ˈnɔvɨ]) est un village polonais de la gmina de Jakubów dans le powiat de Mińsk de la voïvodie de Mazovie dans le centre-est de la Pologne.
Il se situe à environ 5 kilomètres au sud-est de Jakubów (siège de la gmina), 11 kilomètres à l'est de Mińsk Mazowiecki (siège du powiat) et à 50 kilomètres à l'est de Varsovie (capitale de la Pologne).
Le village compte approximativement une population de 40 habitants en 2006.

## Histoire
De 1975 à 1998, le village appartenait administrativement à la voïvodie de Siedlce.